# Tenchu: Dark Secret
Tenchu: Dark Secret (天誅 DARK SHADOW) est un jeu vidéo d'action-aventure et d'infiltration développé par Polygon Magic et édité par FromSoftware, sorti en 2006 sur Nintendo DS.

## Système de jeu
Les gros soucis de lisibilité obligent le joueur à garder les yeux rivés sur la carte pendant toute la durée des missions. Il devient alors trop facile d'anticiper les déplacements des ennemis sans jamais avoir à se cacher, ce qui sabote tout le côté furtif du gameplay.

## Accueil
- Famitsu : 29/40[1]
- GameSpot : 4,3/10[2]
- Jeuxvideo.com : 5/20[3]